# Torkruid
Torkruid (Oenanthe) is een geslacht van kruidachtige planten uit de schermbloemenfamilie (Umbelliferae of Apiaceae). De soorten komen voor van Alaska tot in Zuidwest-Mexico, op het eiland Madeira, in Noordwest-Afrika en Eurazië.
In België en Nederland komen zeven soorten in het wild voor:
- Oenanthe aquatica (L.) Poir. – Watertorkruid
- Oenanthe crocata L. (1753) – Dodemansvingers
- Oenanthe fistulosa L. (1753) – Pijptorkruid
- Oenanthe lachenalii C.C.Gmel. – Zilt torkruid
- Oenanthe peucedanifolia Pollich (1776) – Varkenskervel-torkruid
- Oenanthe pimpinelloides L. (1753) – Beverneltorkruid
- Oenanthe silaifolia M.Bieb – Weidekerveltorkruid

## Soorten
- Oenanthe abchasica Schischk.
- Oenanthe aquatica (L.) Poir. - Watertorkruid
- Oenanthe banatica Heuff.
- Oenanthe benghalensis (DC.) Miq.
- Oenanthe crocata L. - Dodemansvingers
- Oenanthe cyclocarpa Pimenov & Kljuykov
- Oenanthe fedtschenkoana Koso-Pol.
- Oenanthe fistulosa L. - Pijptorkruid
- Oenanthe fluviatilis (Bab.) Coleman
- Oenanthe foucaudii Tess.
- Oenanthe globulosa L.
- Oenanthe hookeri C.B.Clarke
- Oenanthe hortorum-natantium Pimenov
- Oenanthe incrassans Bory & Chaub.
- Oenanthe incrassata Bory & Chaub.
- Oenanthe javanica (Blume) DC.
- Oenanthe lachenalii C.C.Gmel. - Zilt torkruid
- Oenanthe linearis Wall. ex DC.
- Oenanthe lisae Moris
- Oenanthe mildbraedii H.Wolff
- Oenanthe millefolia Janka
- Oenanthe montis-khortiati Soldano
- Oenanthe palustris (Chiov.) C.Norman
- Oenanthe peucedanifolia Pollich - Varkenskervel-torkruid
- Oenanthe pimpinelloides L. - Beverneltorkruid
- Oenanthe pringlei J.M.Coult. & Rose
- Oenanthe procumbens (H.Wolff) C.Norman
- Oenanthe prolifera L.
- Oenanthe sarmentosa C.Presl ex DC.
- Oenanthe silaifolia M.Bieb. - Weidekerveltorkruid
- Oenanthe sophiae Schischk.
- Oenanthe thomsonii C.B.Clarke
- Oenanthe tricholoba Greuter
- Oenanthe virgata Poir.

... · 
Aciphylla · 
Actinotus · 
Aegopodium · 
Aethusa · 
Ammi (Akkerscherm) · 
Anethum · 
Angelica (Engelwortel) · 
Anisotome · 
Anthriscus (Kervel) · 
Apium (Moerasscherm) · 
Artedia · 
Astrantia (Sterrenscherm) · 
Athamanta · 
Azorella · 
Berula · 
Bifora · 
Bunium · 
Bupleurum (Goudscherm) · 
Carum (Karwij) · 
Caucalis · 
Chaerophyllum (Ribzaad) · 
Cicuta · 
Conium · 
Conopodium · 
Coriandrum · 
Crithmum · 
Cuminum · 
Daucus · 
Eryngium (Kruisdistel) · 
Falcaria · 
Ferula · 
Foeniculum · 
Heracleum (Berenklauw) · 
Levisticum · 
Myrrhis · 
Oenanthe (Torkruid) · 
Orlaya · 
Pastinaca (Pastinaak) · 
Petroselinum (Peterselie) · 
Peucedanum (Varkenskervel) · 
Pimpinella (Bevernel) · 
Pycnocycla ·
Sanicula · 
Scandix · 
Selinum · 
Silaum · 
Sium · 
Smyrnium (Zwarte kervel) · 
Steganotaenia · 
Thapsia · 
Thaspium · 
Thecocarpus · 
Tiedemannia · 
Tilingia · 
Torilis (Doornzaad) · 
Xanthosia · 
...